# Distrito de Kapchorwa
Kapchorwa es un distrito situado en Uganda del este. Comparte fronteras con los distritos de Mbale en el oeste y el sur, Nakapiripirit en el norte y con Kenia en el este y el sur. Cubre un área de 1.738 km², y tiene 143.684 habitantes (83 personas por km²).

Bajo administración colonial, Kapchorwa era el antiguo condado de Sebei, situado en Bugisu al norte, en el distrito antiguo de Bukedi. Kapchorwa fue distrito el 1 de febrero de 1962, poco antes Uganda se convirtise en una nación independiente.
Los habitantes de Kapchorwa pertenecen en su mayor parte a la etnia kalenjin, cuyos miembros viven en condición de extrema pobreza y carecen de adecuada asistencia médica e instituciones educativas suficientes.